# Kolaska
Kolaska – lekki, odkryty pojazd konny w typie bryczki, na podwoziu rozworowym, resorowany, używany w Polsce w XVIII w. (zwany też kolebką).